# 首斬り破沙羅
首斬り破沙羅（くびきりばさら）は、SNKの対戦型格闘ゲーム『サムライスピリッツ』シリーズに登場する架空のキャラクター。

## キャラクター設定
『サムライスピリッツ 斬紅郎無双剣』で初登場。かつて壬無月斬紅郎に恋人の篝火（かがりび）ともども惨殺され、その深い怨念のために成仏することができず、復讐のために現世を彷徨う悲劇の青年。勝利ポーズや後述の武器飛ばし技の最中に、幽霊と化した篝火の姿を見ることができる。亡き恋人を想い、いつも涙を流しているという設定であり、『斬紅郎無双剣』でのキャラクターイラストでも零れ落ちた涙の雫が描かれている。
『斬紅郎無双剣』のアレンジサウンドトラックスのライナーノーツに掲載された小説では、都を追われた者がひっそりと半農半猟の暮らしを営む隠れ里の出身であることが明かされている。銃を使わず猟を行う里の伝統に従い、古くから伝わる猟具を改良した自作の武器（罪人殺）を操り獲物を狩る優れた狩人であり、その実力から村長の娘であった篝火の結婚相手として認められたものの、祝言の夜に里が斬紅郎の襲撃を受け、寝込みを襲われて篝火ともども惨殺された。
『斬紅郎無双剣』のエンディングで復讐を果たすも『サムライスピリッツ 天草降臨』では、その怨念の強さを天草四郎時貞に付込まれ、彼によって仮初の生を与えられたことが判明。そのため、“自分が成仏できない原因である”天草のことを斬紅郎同様強く恨んでいる。このことは『サムライスピリッツ 天下一剣客伝』での血戦時の台詞からもうかがえる。
『サムライスピリッツ零』においては時系列的にまだ斬紅郎に殺害される前で、本来ならば存在していないはずなのだが、時空を超えて『零』の時代に迷い込んだらしい。復讐を終えても成仏できないことに疑問を感じつつ、恨みを持った死者の魂が縋っているのだという篝火の言葉に従い放浪する。エンディングでは篝火に導かれ、瀕死の重傷を負って錯乱状態に陥った生前の自分が、篝火の首を締め上げ死なせた末に自らも息絶える姿を目撃する。受け入れがたい光景から逃避するように自らの首を斬り裂くも、既に死人である破沙羅には死ぬことも成仏することもできず、篝火から再度恨みを持った死者の魂が縋っていることを告げられる。
『天下一剣客伝』のエンディングでは、自身が斬紅郎に殺されそうになったその時にタイムスリップする。その時代の自分を逃がし（その際、いつものように狂気に満ちた言動で過去の自分を追い払うが、過去の自分がその場から離れたのを確認して「君は篝火を幸せにするんだ」と発言する）、過去の自分と篝火を守るために斬紅郎と戦い、2人を救った。その後、篝火と共に成仏できたようである。
『SAMURAI SPIRITS (2019)』のストーリーは『零』のエンディングから続く形となっており、自身が篝火を殺したという事実を半信半疑に思いつつも篝火に導かれるように戦い続けている。エンディングでは、静御前の昇天を目にした篝火が涙を零したことから彼女の魂が救済を望んでいることを感じ、自分が死ねば篝火も恨みから解放されて成仏できるのではという希望から再度自らの首を斬って自害を試みる。しかし、やはり死ぬことはできず、篝火からはもう一度『零』のエンディングと同じ言葉を投げ掛けられる。

### キャラクターデザイン
青い長髪を後頭部で括り、上半身裸に赤い袴姿の青年（色はいずれもデフォルトカラーでのもの）。幽鬼らしく肌は血の気を失った土気色をしている。

### 武器
罪人殺（とがびとごろし）
大きな輪の三方に刃を取り付けたもので、輪の中心から外周に向かって三叉に持ち手が付けられている。長い鎖によって破沙羅の左腕に繋がれており、直接斬るだけでなく、ブーメランのように投げて斬り裂く投擲武器としても使用する。
上述の通り、元々は破沙羅が暮らしていた隠れ里に古くから伝わる猟具を改良したものであり、狩猟に使用されていた。

### 篝火
破沙羅の最愛の女性。霊として破沙羅に寄り添う姿がたびたび描写されている。
下ろした長い髪に簪や布飾りを付け、裾などに花の模様が入った着物を裸身の上から羽織っただけの姿をしている。
『SAMURAI SPIRITS (2019)』では、髪型などの大まかなデザインは踏襲されたものの肌の露出は抑えられ、着崩れてはいるが着物に袖を通し帯を結んだ姿に変更されている。

## ゲーム上の特徴
投擲武器としても使用できる武器を持つため、斬り技のリーチは登場キャラクターの中でも非常に長い（ただし、技の隙は大きく設定されている）。
また、影に潜んだり自分の偽者を飛ばしたりと、相手を撹乱させる技を多く持つ。その反面、非常に打たれ弱く、動作の隙が大きい技が多いため、使い方が難しい。
『天草降臨』では前作の永久コンボを排除するため、背面から一部の必殺技を受けると浮き上がるとともに食らい判定が消失するが、破沙羅のみ、食らい判定が残ったまま浮いてしまう。
『斬紅郎無双剣』では、天草の武器飛ばし技「凶冥十殺陣」を食らうと、2ヒットして大ダメージを受けるという現象が起こる（天草の体力が赤ければ、この技一発だけで即死する）。
『零』までは、防御力の脆さ・攻撃力の低さ・技の性能・連続技の少なさなどから低性能だったが、『零SP』『剣客伝』では基本性能の底上げなどを中心に、一気にパワーアップした。

## 技の解説

### 必殺技
刺し足
足先に気を溜め、空中から相手を踏み付ける技。素手の状態でも出すことが可能。
ヒット・ガードに関らず、踏み付けた時はレバー入力によって再度飛び跳ねることが可能。当てた後に垂直に飛んで、弱の「空刺し」による奇襲もできる。着地時には硬直が生じる。
地刺し
武器を投げ付ける。ボタンの強弱によって飛距離が変わる。しゃがみガード不可。
投げた武器は山なりの軌道を描いて光を帯びながら前方へ飛んでいった後にブーメランの要領で手元に帰ってくるが、光が消滅すると攻撃判定を失うほか、戻ってくるまで破沙羅本体は無防備状態のため、外した時の隙は大きい（とくに強は顕著）。
『天草降臨』では羅刹専用の技。
空刺し
修羅と羅刹で共通の技。空中から武器を投げ付ける。「地刺し」同様、しゃがみガード不可。ボタンの強弱によって投げる角度が変わる。
「地刺し」と同じく、光が消滅した時点で攻撃判定を失うほか、後方に着地するまで隙だらけであるため、使い方が難しい。なお、レバーニュートラルでの蹴り技「空蹴り」を空中の相手に当て、着地の瞬間にこの技を入力すると、超低空で武器を投げる。こうすることにより、しゃがみガード不可という、この技の利点を生かすことができる。
影出
一旦は自分の影の中に消えて相手の位置を捕捉し、武器を手にして上昇しつつ斬り付ける技。なお、捕捉するのはコマンドを入力した瞬間の相手の位置であるため、相手が少し前進する程度でも技は空振りに終わる。さらに消えている最中は地面に食らい判定が存在し、相手の投げ技によって簡単に阻止される。
『斬紅郎無双剣』『天草降臨』では羅刹専用。
影縫い
不気味に高笑いしながら自分の影に武器を打ち込み、その武器が空間を超えて空中から奇襲をかける。しゃがみガード不可。
『斬紅郎無双剣』『天草降臨』では修羅専用。『零』以降は使われなくなっている。
友引
相手を自分の影に引き摺り込み、影の中から武器で相手を斬り上げて鮮血を噴き出させるコマンド投げ。間合いは狭く威力も低いが、破沙羅には重要な技。
『天草降臨』では修羅専用。
鵺魂
人魂のような飛び道具。放物線軌道で放たれつつ、ゆっくりと飛んでいく。多少は相手の位置を捕捉する力もある。弾を追いかけて当たった相手に追撃を仕掛けたり、遠距離からこの技を出して「影舞・酬」で追撃することも一応可能（大道芸に近いため、実用性は皆無）。消える瞬間、コウモリが消えた場所から飛び去っていく。
『斬紅郎無双剣』『天草降臨』では修羅専用。
影吸い
高笑いしながら影に吸い込まれて姿を消す。影の中に完全に隠れ、姿を現して行動可能になった後まで無敵状態。消えている最中は左右に移動できる。最初の影に隠れる動作の隙が大きいため、緊急回避には不向き。
影羽織
『天下一剣客伝』から追加された技。「影吸い」と同じモーションで自分の影に隠れた後、突然その場から巨大なコウモリのような影と共に飛び出す。攻撃の瞬間は無敵状態。
影騙し
攻撃判定・食らい判定の無い自分の偽者を飛ばす幻惑技。ボタンによって、偽者のとる動きが大きく異なる。
偽者が出ている間は本体は画面上から消えているが、偽者が消えるまで動くことはできず、本体のいる場所を攻撃されると普通にダメージを受ける。「鵺魂」と同じく、偽者が消える時、そこからコウモリが飛び去っていく。
『斬紅郎無双剣』『天草降臨』では羅刹専用。
影煩い
『天下一剣客伝』から追加された技。「影騙し」と同じく自分の偽者を飛ばす技だが、こちらは発動する瞬間に一瞬、破沙羅の体が震える。その後、偽者を飛ばした後も本体はその場に見えているままだが影騙しと違い、こちらはすぐに本体が動くことが可能。

### 武器飛ばし技、絶命奥義、秘奥義
影舞・酬
『斬紅郎無双剣』『天草降臨』における修羅専用、また『天下一剣客伝』での武器飛ばし技。
一度後方に飛び退いた後、斜め上に向かって跳ね上がり、そのまま低空を突進し、ヒットすると破沙羅が姿を消した状態で乱舞攻撃が発動する。その際、恋人の篝火が一糸纏わぬ姿で現れては消えていく演出が見られる。篝火の姿が3回現れると破沙羅は姿を現して武器を振り上げて相手を斬り飛ばす。
『天下一剣客伝』では技名にはこれが採用されているが、突進する軌道は、後述する「夢彈」とほとんど同じである。また、ヒット後の演出も、乱舞中に篝火が舞い、フィニッシュ時の斬撃の軌道にも彼女の姿が映るという、2種類の「影舞」の演出を足したようなものとなっている。
影舞・夢彈
『斬紅郎無双剣』『天草降臨』では羅刹専用、また『零』『零SPECIAL』での武器飛ばし技。
一度後方に飛び退いた後、「影舞・酬」よりも低空を突進、ヒットすると乱舞攻撃に移行する。前述の「酬」とは違うのは、乱舞攻撃の最中に破沙羅が姿を消すことが無い点、篝火が姿を現すことがない点である。最後に武器を半月上に斬り払う斬撃の軌道に、彼女の姿が映っている。
獄門
『零SPECIAL』での絶命奥義。
相手を自分の影の中に引き摺り込み、その中で相手を斬り刻む。そして相手の断末魔の後に、切断した相手の首だけを影の外に放り投げるという、数ある絶命奥義の中でも残酷な技である。
影出・凶守
『天下一剣客伝』で使用する秘奥義。
多段となった「影出」の強化版というべき技であり、「影出」よりもずっと早く相手の足元から上空に向かって斬り付ける。
影舞・深潭
『SAMURAI SPIRITS (2019)』での秘奥義。
地面に手を触れて目の前に間欠泉のように闇を噴出させ、ヒットすると吹き飛んだ相手に罪人殺を投げて捕らえ、「獄門」のように影に引きずり込んで相手を切り刻んだあと、「友引」と同様に打ち上げる。
最初の噴出する闇がヒットした際に、破沙羅の背後に篝火が現れる。

## 登場作品
- サムライスピリッツ 斬紅郎無双剣
- サムライスピリッツ 天草降臨
- サムライスピリッツ零
- サムライスピリッツ零SPECIAL
- サムライスピリッツ 天下一剣客伝
- SAMURAI SPIRITS（2019） ※DLC(追加)キャラクター
- 真説サムライスピリッツ 武士道烈伝

## キャスト

### 破沙羅
- 野中政宏（斬紅郎無双剣〜零SP）
- 高城元気（天下一剣客伝）
- 村井雄治（『SAMURAI SPIRITS (2019)』）
- 荻沢俊彦（『侍魂オンライン-朧月伝-』[2]）

### 篝火
- 釘宮理恵（天下一剣客伝）

## 関連人物
- 壬無月斬紅郎
- 天草四郎時貞